# بريجيت روان
بريجيت روان (بالفرنسية: Brigitte Roüan)‏ هي كاتبة سيناريو ومخرجة وممثلة فرنسية، ولدت في 28 سبتمبر 1946 في فرنسا.

## وصلات خارجية
- بريجيت روان على موقع IMDb (الإنجليزية)
- بريجيت روان على موقع ألو سيني (الفرنسية)
- بريجيت روان على موقع أول موفي (الإنجليزية)
- بريجيت روان على موقع قاعدة بيانات الأفلام السويدية (السويدية)
- بريجيت روان على موقع ديسكوغز (الإنجليزية)
- بريجيت روان على موقع قاعدة بيانات الفيلم (الإنجليزية)
- بريجيت روان على موقع كينوبويسك (الروسية)